# Mittelgebirgscharakter
Mittelgebirgscharakter und mittelgebirgig sind unscharfe landschaftsgeographische Ausdrücke, um vergleichsweise niedrigere Bergketten eines Hochgebirges zu kennzeichnen, deren Erscheinung – rundliche Gipfel, fehlende Felswände, Zinnen oder Grate, geschlossene Pflanzendecke (trotz gegebenenfalls alpiner Höhen) – eher an Mittelgebirge erinnern.

## Zum Begriff des Mittelgebirgigen

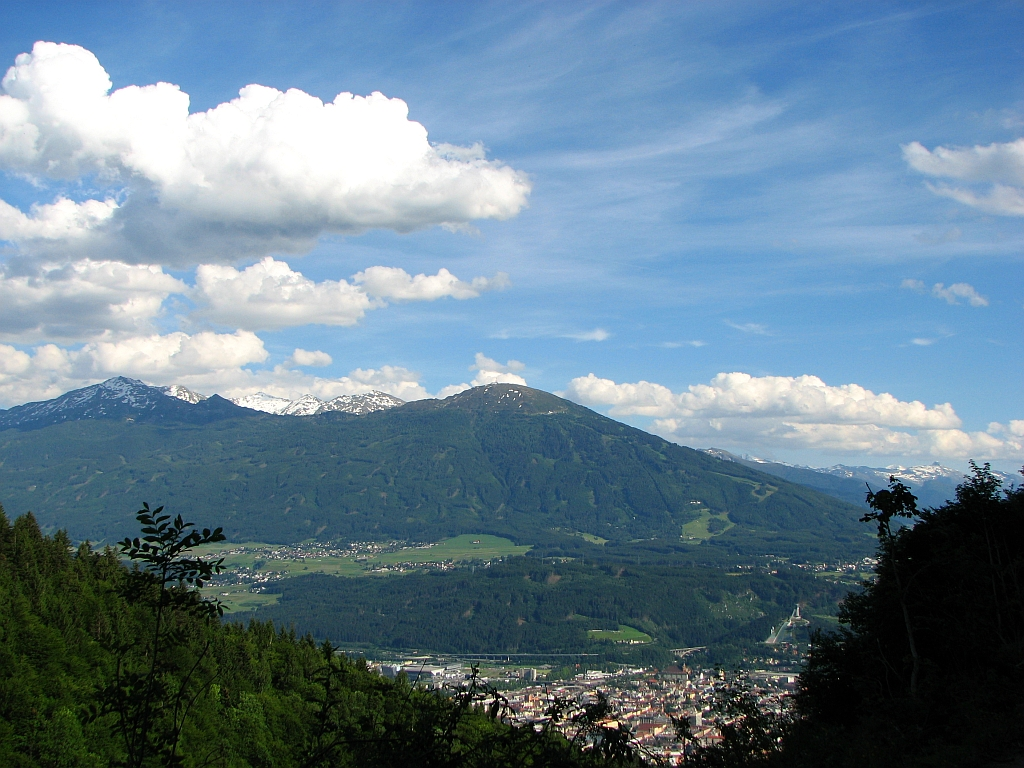
Blick bei Innsbruck südwärts.
Vorn der Talgrund, darüber die typische Talschulter des Tiroler Mittelgebirges (Siedlungsraum bis ca. 1000 m). Dahinter die Berge der Tuxer Voralpen (Wald- und Almregion). In der Ferne die ersten Gipfel der „eigentlichen“ Alpen (Tuxer Alpen, heute Teil der Zillertaler Alpen).

Mittelgebirge nennt man heute – primär von der deutschen Geographie ausgehend – einen Berg- oder Hügelzug von geringer Erhebung über das Umland mit einer Reliefenergie zwischen mindestens 200/500 m bis höchstens 1000 m. Abweichend davon spricht man in der Hochgebirgsgeographie – so besonders in der österreichischen alpinistischen Tradition – von mittelgebirgig bei Vorbergen wie auch Gebirgsgruppen und Bergen innerhalb der Gebirge, die in den Höhen deutlich hinter den Hauptketten zurückbleiben.
Wie auch die Bezeichnung der Voralpen kommt der Ausdruck aus dem Alpenraum selbst. Mittelgebirge nennt man etwa in Tirol diejenigen Siedlungslagen, die nicht Talboden, aber auch noch nicht echtes Berggebiet sind: Sie sind besonders im Inn- und Etschtal als eiszeitliche Terrassenstufe (Talschulter) besonders ausgeprägt und wichtiger Siedlungsraum. Darüber erheben sich die Voralpen, was nicht eine Randlage der Alpen (Vorberge), sondern eine Höhenstufe vor dem eigentlichen Hochgebirge darstellt. So geht Mittelgebirge zuerst in die Fachsprache der Alpenkunde ein (18./19. Jahrhundert). Daher spricht man auch für die Alpen von Mittelgebirgscharakter bei denjenigen Berggebieten, die weder hoch noch schroff genug für hochalpinere Erscheinung sind, also sich bis in die Gipfelflur eher sanft und begrünt darstellen.
In Mitteleuropa liegt die Grenze zum Hochgebirge bei etwa 1500 bis 1800 m und entspricht der Grenze zwischen den Höhenstufen montan und alpin, wobei subalpin die Übergangsform (Ökoton) der „Krummholzzone“ beschreibt: Submontan ist noch Ökumene, also Dauersiedlungsraum, die montan–alpine Übergangszone nur mehr sommers bewohnbar (Subökumene, Almenregion), und hochalpin die Obergrenze jeglicher Bewirtschaftung (Anökumene). Der aus dem frühen Tiroler Alpinismus kommende Begriff des „mittel“-gebirgigen sorgt – in der deutschsprachigen auch außeralpinen Bergforschung – bis heute für eine gewisse Verwirrung, so nennt man submontan (bis um 1000 m) in der früheren Literatur oft „Mittelgebirgsstufe“, montan (bis 1500–1800 m) aber „Mittelstufe“, daneben findet sich „Mittelgebirge“ aber auch explizit für alpine Lagen.
Die aus dem Lateinischen gebildeten Fachausdrücke sind da klarer bestimmt.
Daher ist – in der Fachsprache der Geomorphologie – Mittelgebirgslandschaft weitgehend gleichbedeutend mit Bergland unter Ausschluss von Hochgebirge (Mittelgebirgscharakter kann auch die Gipfelflur eines Hochlandes aufweisen), Mittelgebirgsstufe oder Mittelgebirgszone in den ökologischen Geowissenschaften aber primär eine Höhenangabe.

Mittelgebirgslandschaften der Alpen
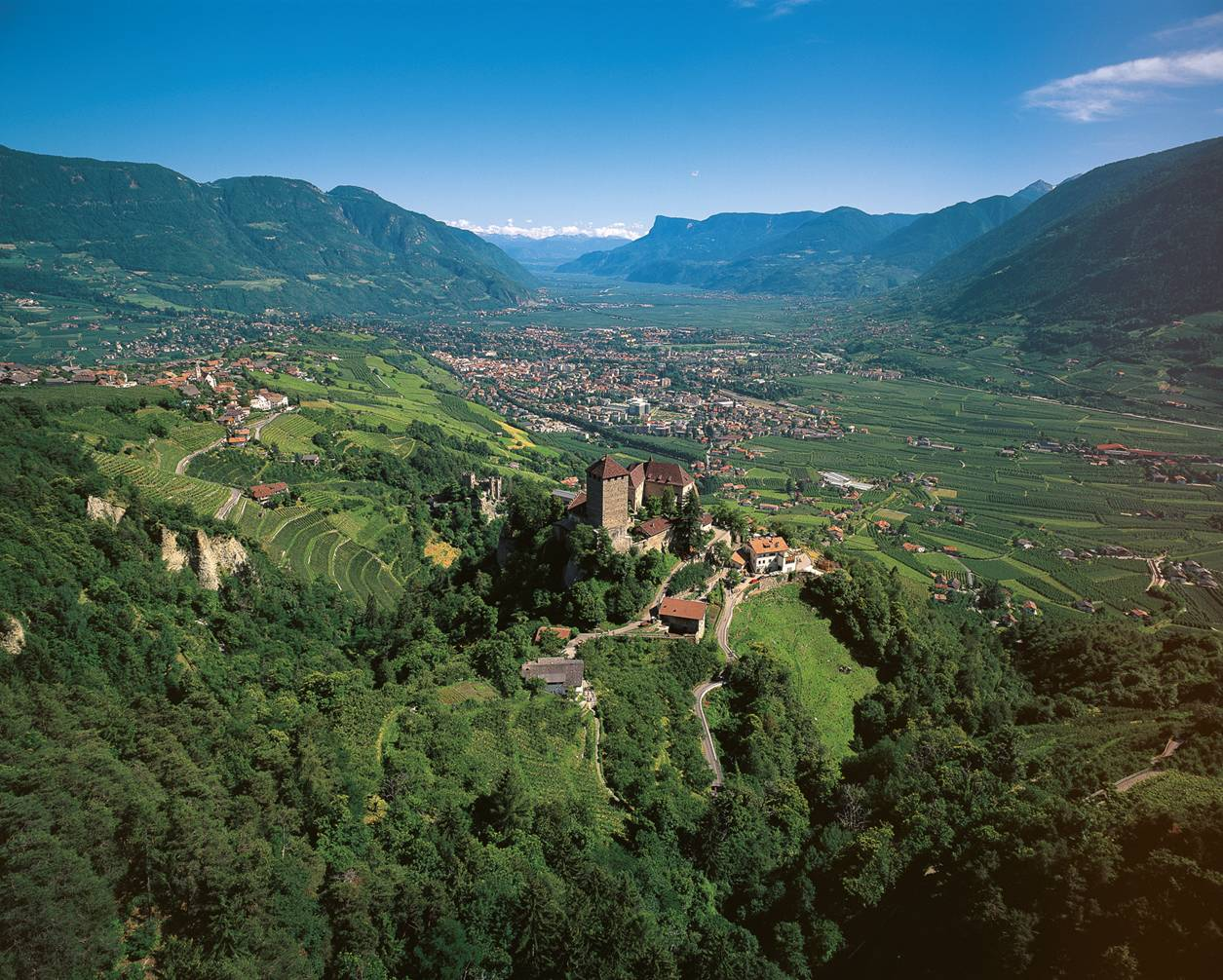
Die Mittelgebirgsstufe im Burggrafenamt Südtirols, um Dorf Tirol
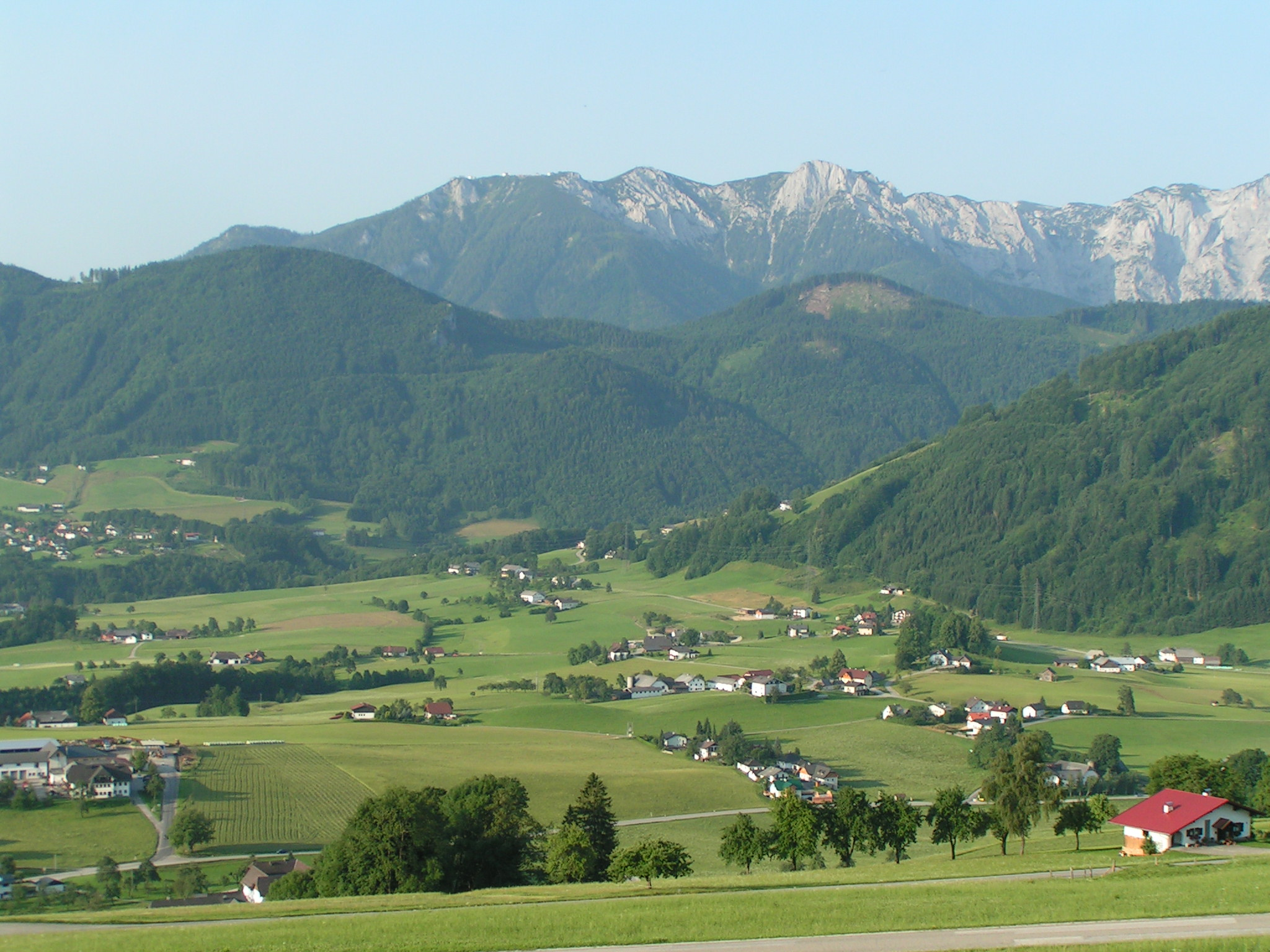
Die randalpinen Voralpen mit Mittelgebirgscharakter und alpiner Gipfelflur (Höllengebirge, Oberösterreich)
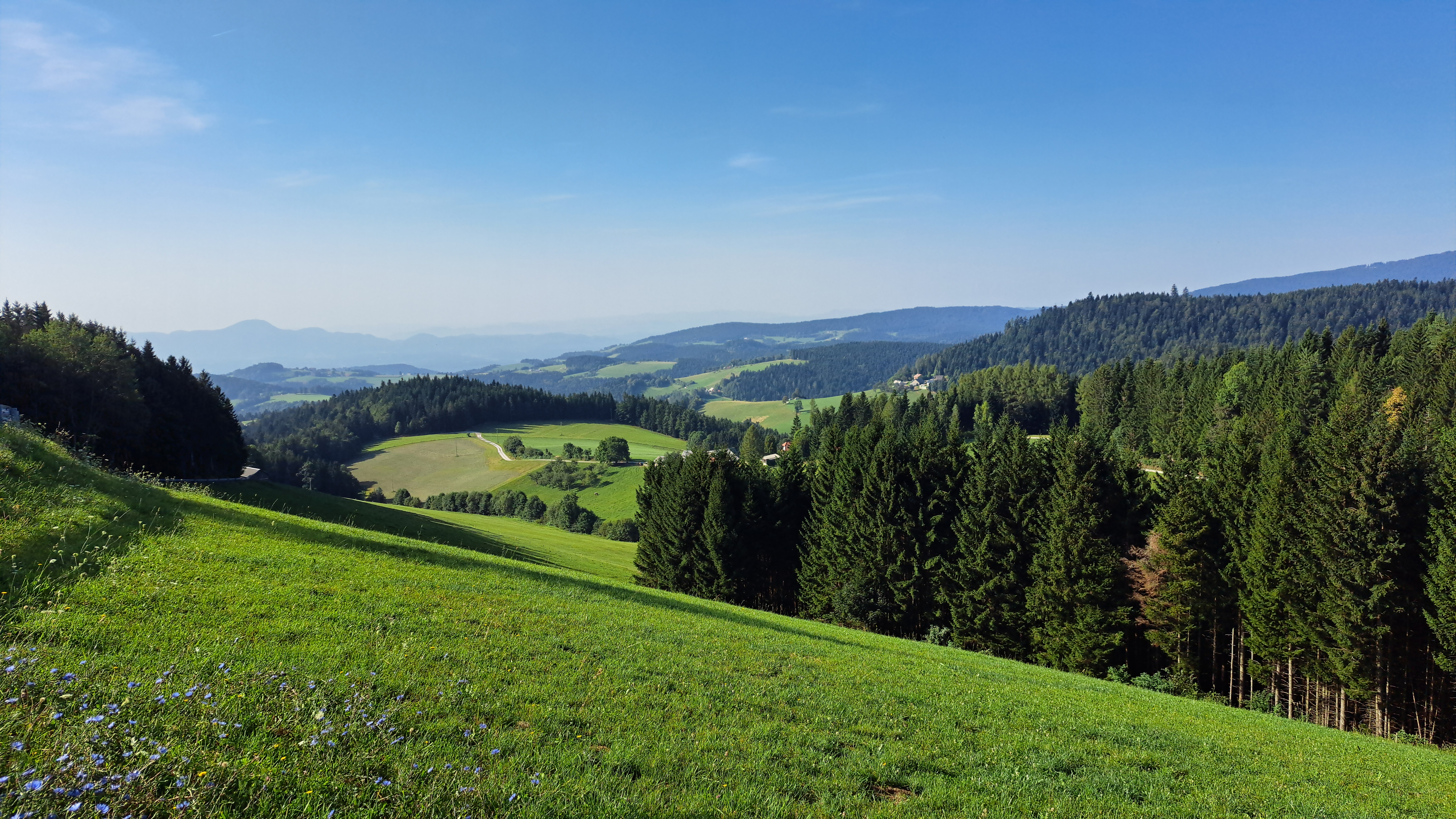
Ostausläufer der Alpen als mäßiges Hügelland (Bachergebirge)
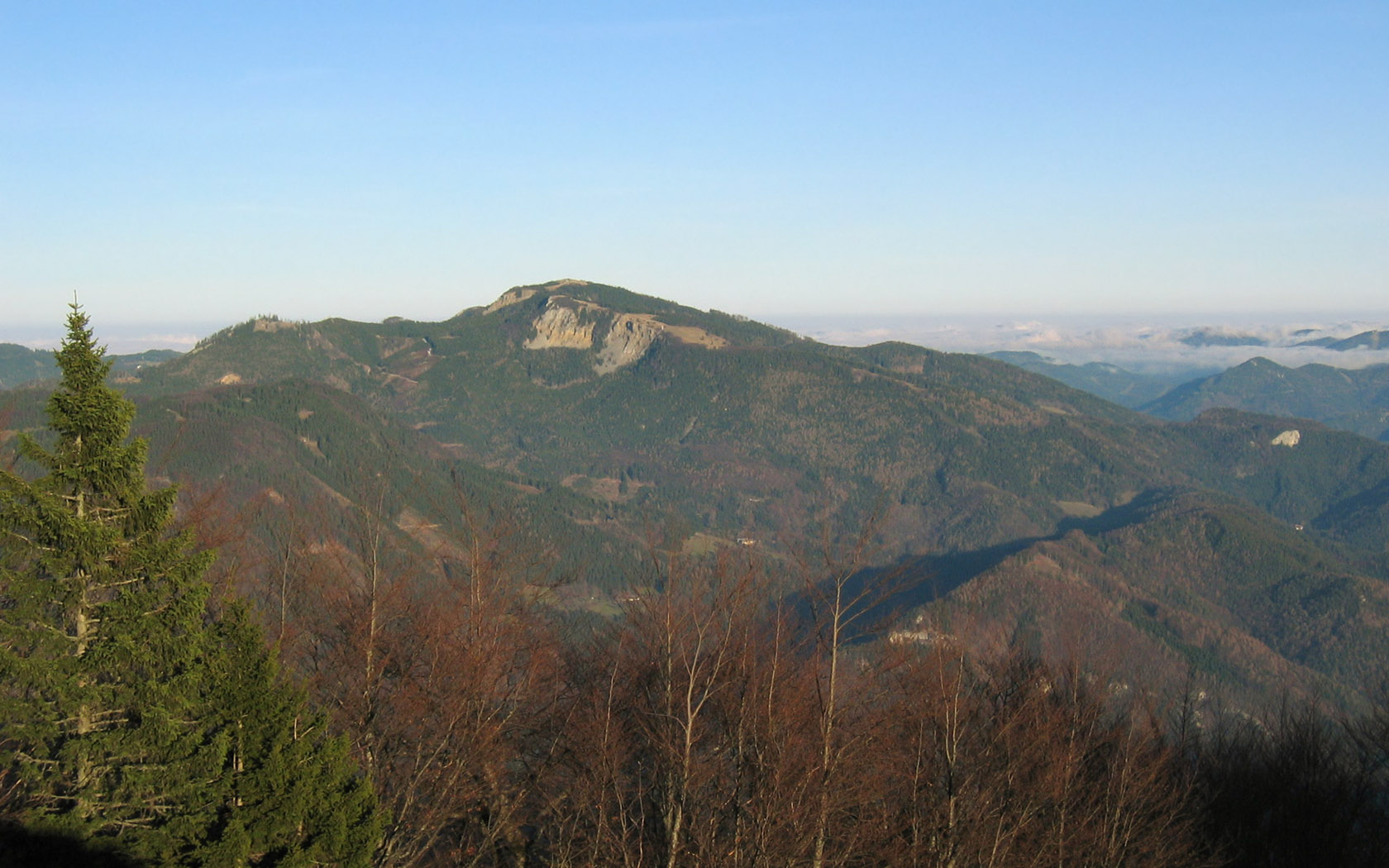
Das ostösterreichische Wort Alpe beschreibt den Mittelgebirgscharakter im Bergnamen (Reisalpe im Niederösterreichischen)
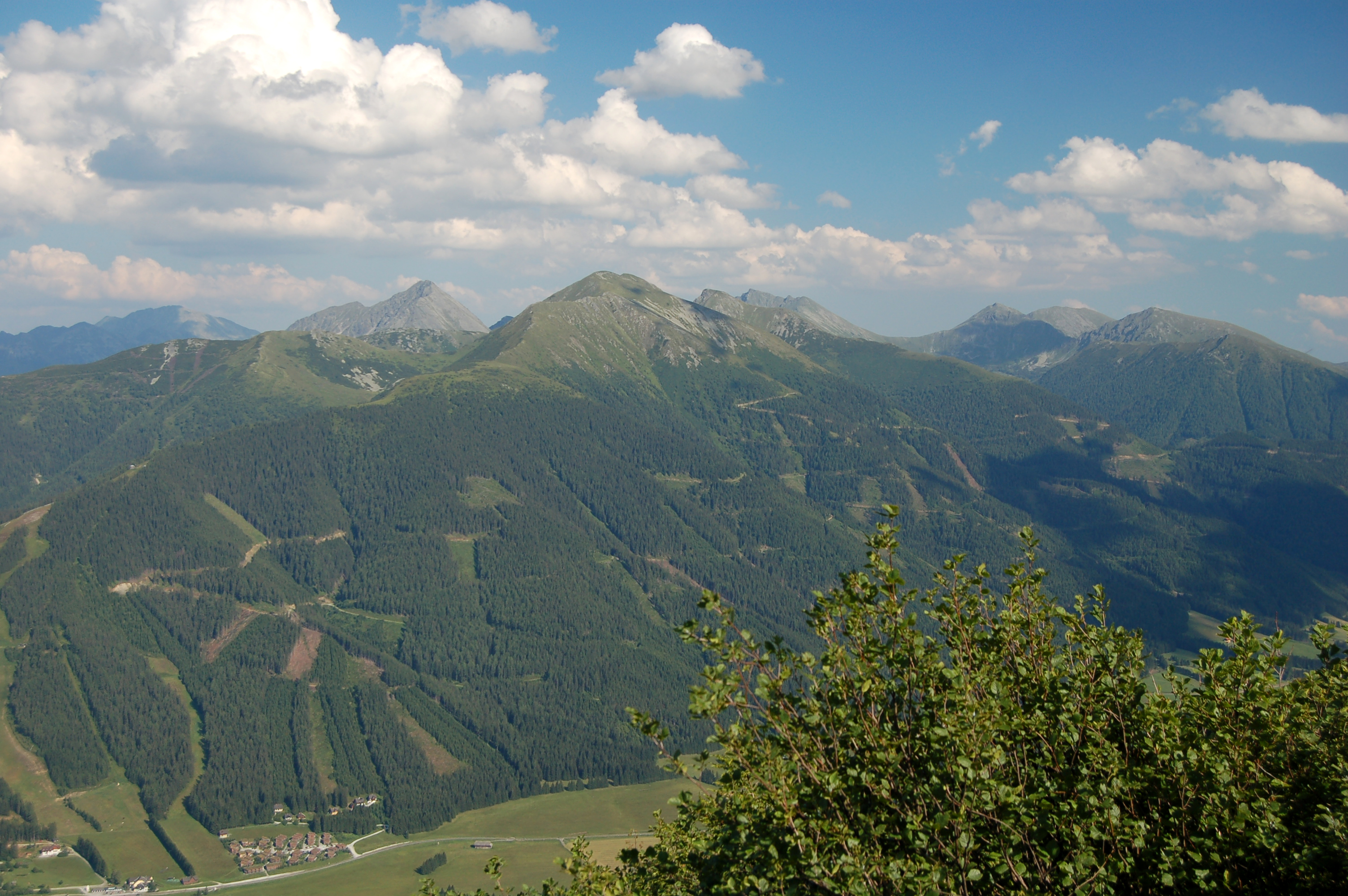
Charakteristische Mittelgebirgszone der zentralen Alpen (Niedere Tauern, Abschnitt des Alpenhauptkammes)
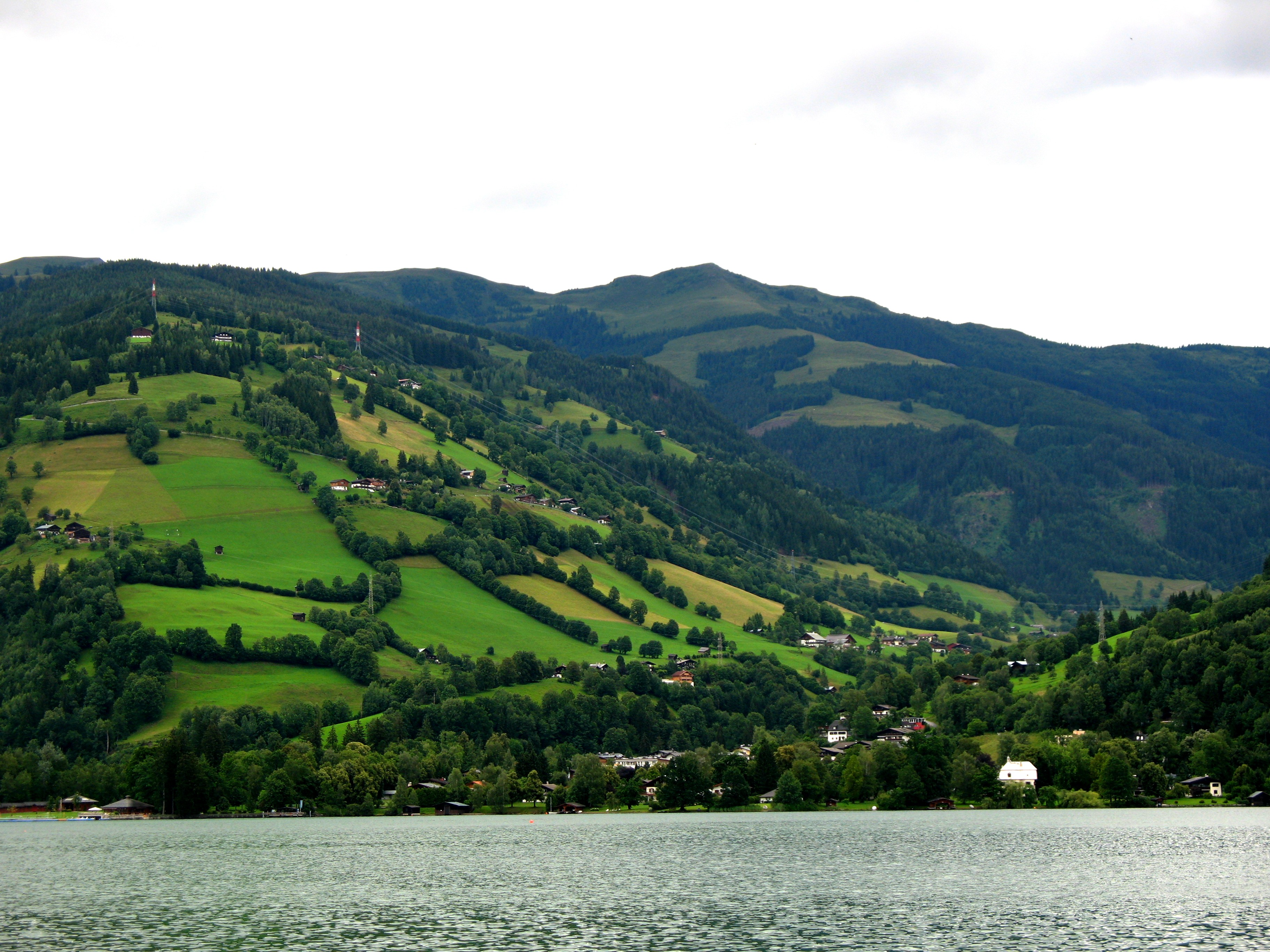
Schieferalpen, das größte inneralpine Mittelgebirge (Tiroler/Kitzbüheler und Salzburger Schieferalpen, ortsüblich Grasberge)
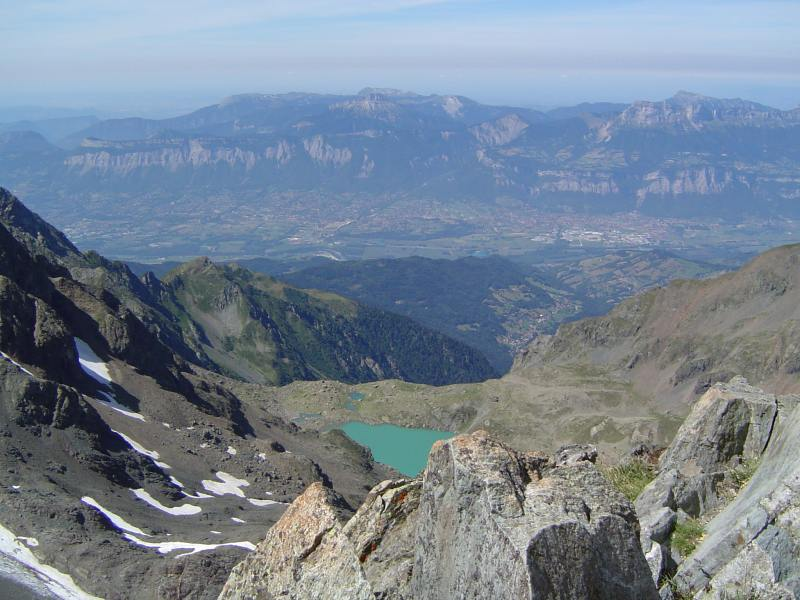
Für die Mittelgebirgszone der Südalpen ist der ausgeprägte Waldgütel nicht mehr kennzeichnend (Croix de Belledonne)

Mittelgebirgslandschaften weltweit
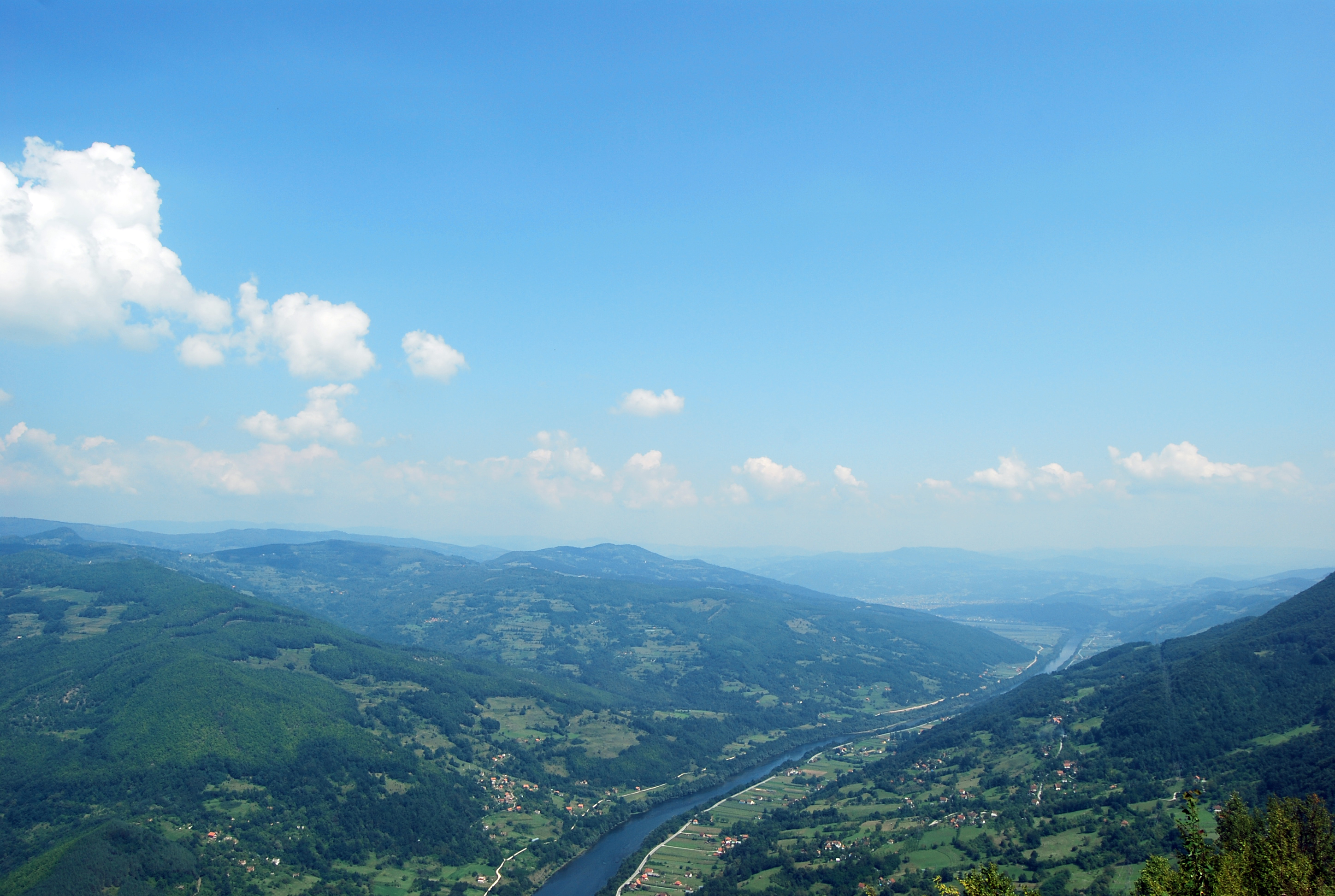
Die Dinariden sind nur in Kernbereichen Hochgebirge
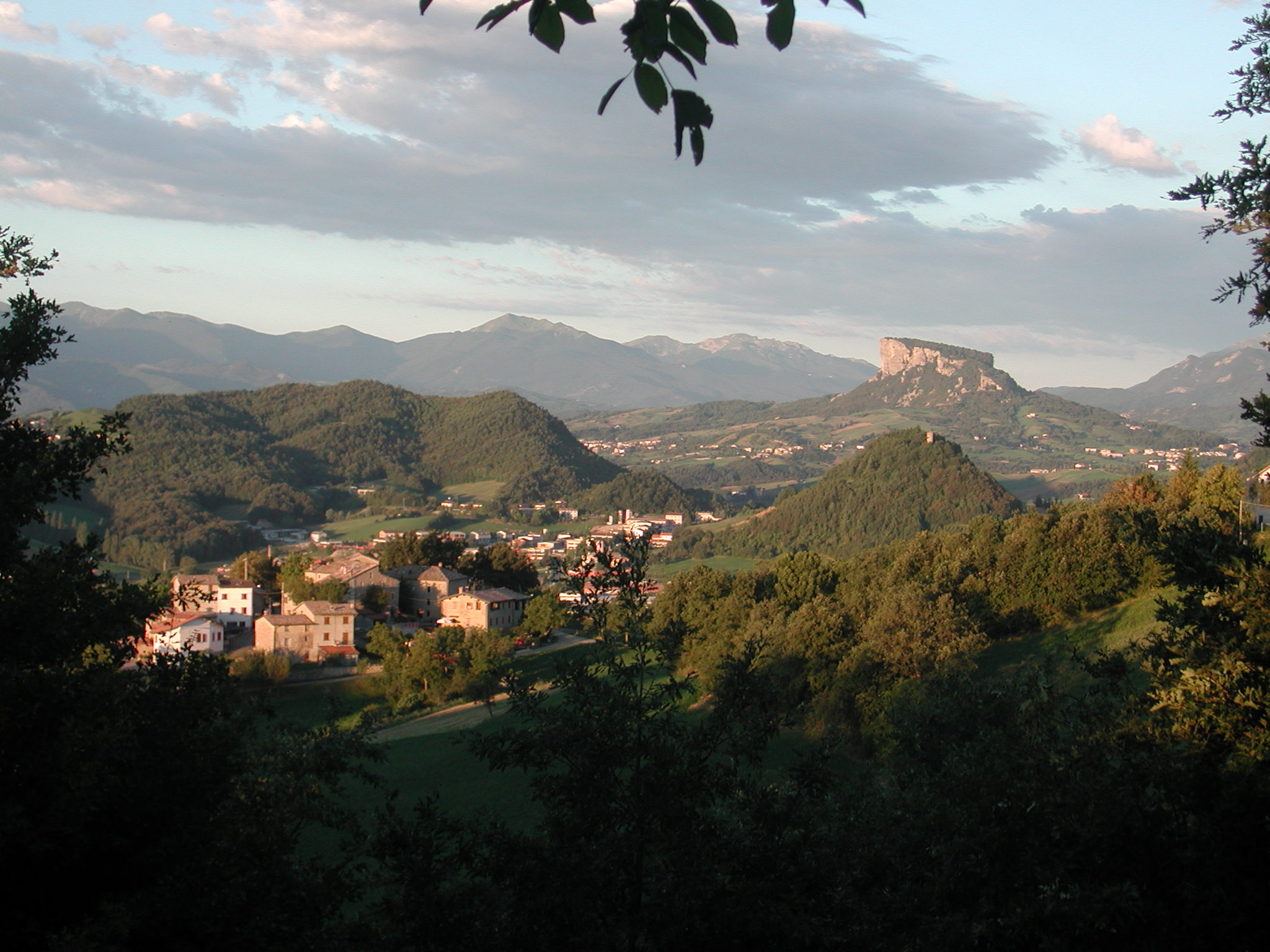
Apennin (Gran-Sasso-Massiv 2912 m, weitgehend aber ein Mittelgebirge)
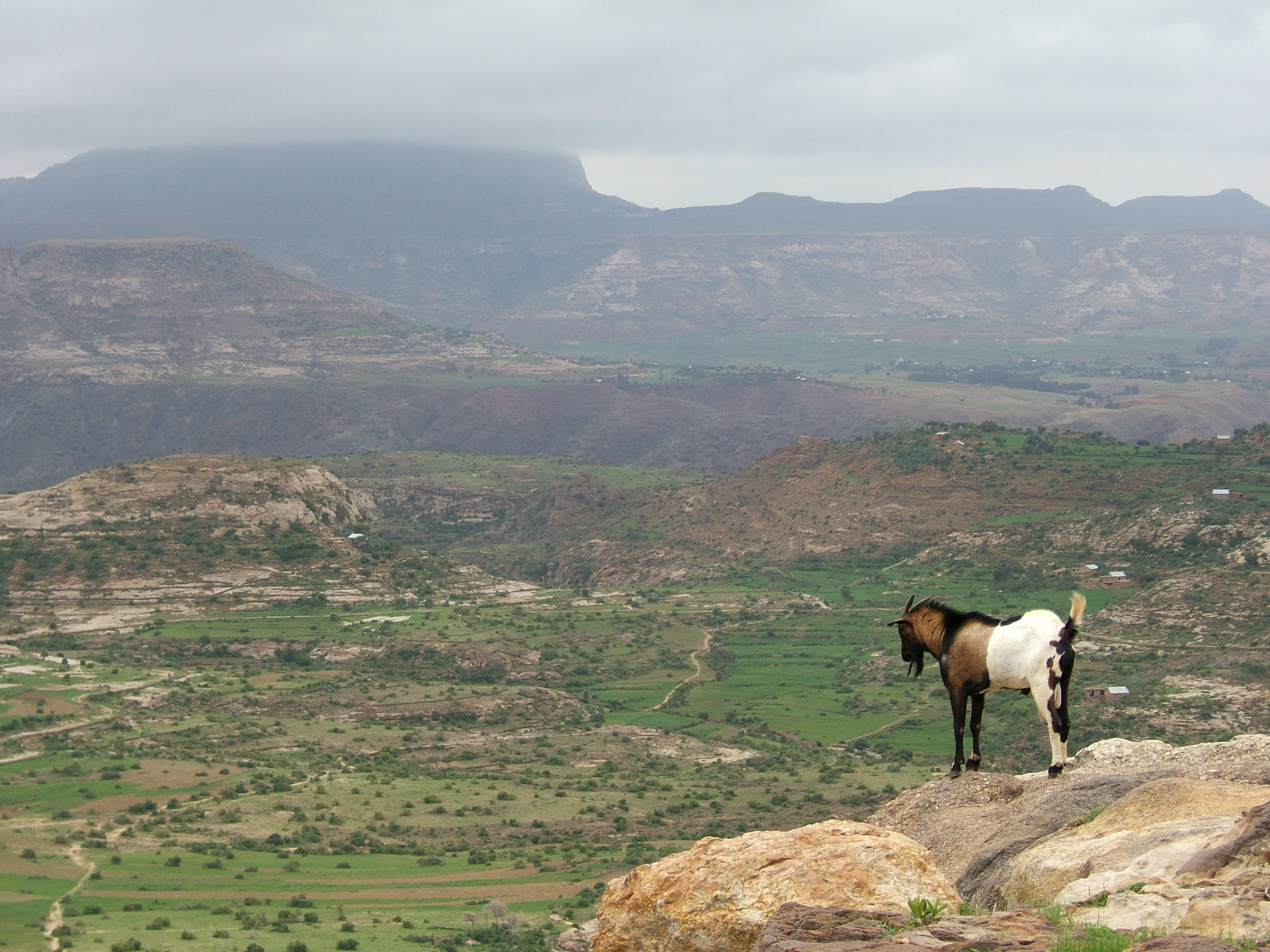
Hochland von Abessinien (trotz Höhen von 2000 bis 4533 m durchwegs mittelgebirgig)